# 永松達吾
永松 達吾（ながまつ たつご、 1868年1月9日（慶応3年12月15日）- 没年不詳）は、明治期から大正期に活躍した日本の実業家、ジャーナリスト。玉川電気鉄道株式会社（現・東急株式会社）代表取締役、草津軽便鉄道創立委員総代、時事新報記者、西武軌道（後の都電杉並線）取締役、交詢社評議員。

## 人物・経歴
豊前国宇佐郡、のちの駅館村（現大分県宇佐市）で永松貞民の長男として生まれた。大阪・英和学舎（現・立教大学）を経て、慶應義塾にて修学。
1891年（明治24年）、横浜の生糸問屋に勤務する傍ら『横浜蚕糸貿易事情』を出版。
その後、時事新報の記者となり、時事新報において『群馬県下の蚕業』などを執筆したのち、東京信託会社に務める。
1906年（明治39年）10月9日、青山幸宜に代わって玉川電気鉄道株式会社（現・東急株式会社）代表取締役（専務）に就任。
玉川電気鉄道（東急田園都市線の前身）は、慶應義塾出身の企業家により経営された代表的な企業であった。同鉄道はもともと世田谷地域の沿線住民によって建設が進められたものの、彼らは近代的企業の経営ノウハウに乏しかったため、渡邊熊之進を始めとする外部の経営陣の参入が促された。しかし、建設計画の遅延や建設資金の調達に絡んだ問題が生じた結果、沿線地域での宅地開発を計画していた東京信託会社が経営参画することとなった。東京信託会社は慶應義塾出身の永松達吾や、津田興二といった企業家が関わる企業であったため、同社の資本参加により玉川電気鉄道の建設および経営は慶應義塾出身企業に委ねられることとなった。
1909年（明治42年）3月11日、玉川電気鉄道代表取締役を辞任。
1912年（大正元年）9月28日に、東京市京橋区日吉町番地帝国鉄道協会において草津の人々と共同して計画した草津軽便鉄道創立総会が開催され、同鉄道創立委員総代に就任。
1917年（大正6年）には日本水道株式会社を創設し、その後、西武軌道（後の都電杉並線）取締役、交詢社評議員を務めた。

## 主な著作
- 『亡き両親及我郷土』（自伝）大正11年

## 家族
- 妻・シヅ - 小城德太郞の妹[11]